# 王泮 (萬曆進士)
王泮（1535年—？），字宗魯，號積齋，浙江紹興府山陰縣人，明朝政治人物。萬曆甲戌進士，官至廣東左布政使。

## 生平
隆慶元年（1567年）丁卯科順天府鄉試第十一名舉人。萬曆二年（1574年）甲戌科會試第一百十三名，二甲第三名進士。萬曆八年（1580年）授肇慶府知府，曾於萬曆十年（1582年）與兩廣總督陳瑞邀請羅明堅帶同利瑪竇、巴范濟肇慶，同年興建崇禧塔。萬曆十二年（1584年）六月升本省按察司副使，分巡嶺西。萬曆十六年（1588年）升任湖廣右參政兼佥事、整饬岳州九永等处兵备。二十二年五月復除湖广参政，九月升河南按察使，二十六年五月升湖广右布政使，二十七年三月升任廣東左布政使。二十八年十一月与巡按御史顧龍禎互行讦奏，被革职听勘。
萬曆十二年（1584年），王泮要求利瑪竇繪製第一張中文版世界地圖 ——《山海輿地全圖》，並作題跋，還將它當作禮物送給當地要人和好友。該地圖早失傳。

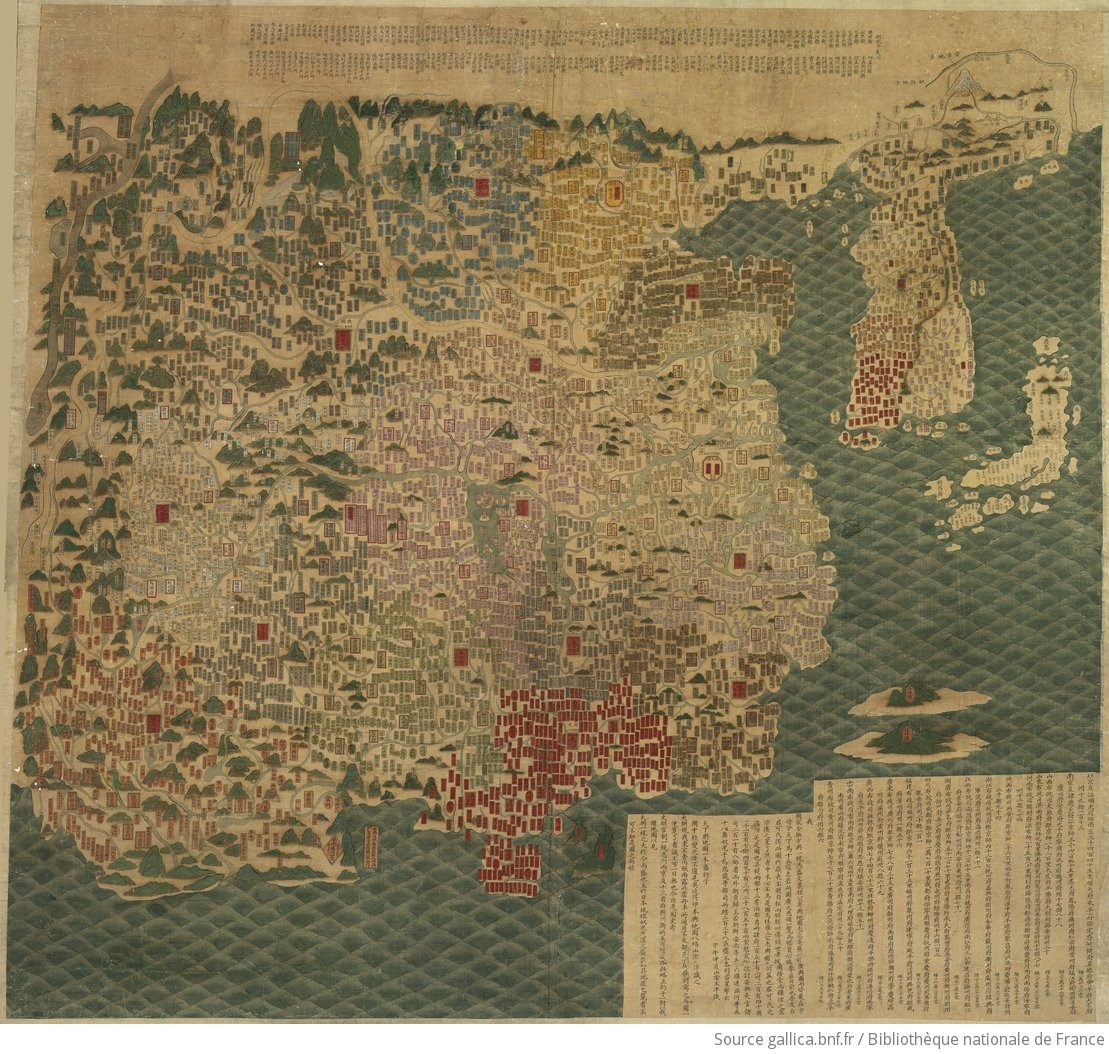
王泮題識輿地圖摹繪增補本。

萬曆二十二年（1594年） 五月，友人白君可得《輿地圖》於嶺南並刻板印刷，王泮題跋。此圖原作失傳，朝鮮摹本〈王泮題識輿地圖摹繪增補本〉今存法國國家圖書館。

## 後世
萬曆十六年（1588年）《肇慶府誌》評論王泮“書法遒麗”，有王羲之書法之風致。他在廣東的存世書法手跡極少，僅七星巖景區內“含珠洞”、“蛟龍窟”兩處摩崖題刻。
王泮為人和易無私，注重民生，以廉能見稱，受百姓愛載，為他建生祠，其祠至今尚存，為肇慶市文物保護單位。

## 家族
曾祖父王紘；祖父王璠；父王鈺，曾任冠帶生員。母朱氏。严侍下。弟王濂。